# Меґґі Борґ
Меґґі Борґ (1952–2004) — мальтійська активістка за екологічні та соціальні права.

## Екологічна активістка
Меггі Борг була мальтійським екологом. Працювала у організації Друзі Землі (Мальта) та Greenpeace Mediterranean [Архівовано 5 грудня 2019 у Wayback Machine.]. Її основними цілями були сприяння переробці та чистій енергії на Мальті та в країнах Середземномор'я, а також збереження природи в сільській місцевості. Борґ працював разом з іншими відомими мальтійськими активістами, такими як Джуліан Мандука, який отримав нагороду на його честь. Мальтійський рок-гурт Dripht [Архівовано 10 вересня 2016 у Wayback Machine.] присвятив екологині та екологу свій альбом Global Warning .

## Біографія
Меґґі Борґ народилася в Коспікуа, Мальта, 14 січня 1952 року. Вона була старшою дочкою в сім'ї з 10 братів і сестер. Після навчання в державній школі Коспікуа, перш ніж приєднатися до Грінпісу, вона працювала туристичним гідом, продавчинею у магазині, а також дизайнеркою і виробницею вовняних светрів. Борґ вийшля заміж у молодому віці. Після розпаду шлюбу вона стала активно підтримувати друзів і молодших членів сім'ї. Борґ проживала у Наксарі та Мості і, нарешті, оселилася в Зеббуджі. Вона продовжила свою освіту як зріла студентка в Мальтійському університеті, де в 1993 році здобула ступінь магістерки з соціології та екологічних досліджень. Вона розробила курс екологічних досліджень для програми середньої школи та почала викладати у старших класах школи Сан-Антон. Її підхід до навчання оцінили як учні, так і батьки. Про це згадувала оглядачка Malta Independent Дафна Каруана Галіція: «Її методи вважалися неортодоксальними, поки її учні не почали отримувати бали 1 та 2 на іспитах MATSEC».

## Смерть
Меґґі Борґ померла від раку молочної залози 3 серпня 2004 року у віці 52 років, після майже десяти років боротьби з хворобою. Вона залишалася активною до кінця, підтримуючи різні справи, як-от Мальтійський фонд боротьби з раком. У річницю її смерті, її ім'я щорічно згадується на сайті Aboutmalta.com.